# Sommier (registre)
Pour les articles homonymes, voir Sommier.
Dans l'administration française un sommier est un registre autrefois manuscrit, aujourd'hui informatisé, où sont recensées de façon raisonnée et/ou chronologique des séries de biens, faits juridiques, lieux etc
1) Le Sommier de la forêt est en France un document écrit, rédigé par l'administration des eaux et forêts puis par l'ONF. Ce document est en quelque sorte la mémoire de l'état de la forêt (depuis l'époque de Colbert) et des actions de l'homme en forêt. Par massif, il retrace la vie de la forêt et de l'administration de la forêt, y compris pour ses aspectes économiques (dépenses & recettes). 
Il comprend un état des lieux du massif, par parcelles. Il comprend aussi une somme d'informations, dont la liste datées de toutes les opérations de gestion sylvicole, des travaux (drainage, etc.), les volumes de bois récoltés, les montants investis ou récoltés. Une fiche a été ajoutée sur la biodiversité dans les années 1990. Les vestiges historiques, archéologiques ou faits remarquables, arbres remarquables peuvent ou devraient y être signalés. 
2) On parle aussi de « sommier de procès verbaux » ; en 2006, un arrêté demande aux DRAF de transformer le sommier de procès verbaux (procès-verbaux d'infractions forestières établies par des agents assermentés, poursuite pénales, transaction) qui était un document papier en un "sommier numérisé" qui est un système informatique dont le traitement est automatisé, au sein des services régionaux de la forêt et du bois des DRAAF (après accord de la CNIL sur la base d'un engagement de conformité rempli par le ministre de l'Agriculture et de la pêche). Les fichiers « régionaux » sont conservés 20 ans à compter de l'extinction de l'action publique, ou 5 ans en cas de dérogation (cf arrêté du 23 mars 2006). Ces données ne sont communicables qu'aux agents verbalisateurs, responsable du service chargé du contentieux et magistrats territorialement compétents ou trésorier-payeur général pour les informations qui les concernent. 
3) Le sommier des découvertes a été jusqu'en 1969 un registre utilisé par le service de l'enregistrement à la Direction générale des impôts.